# Atalaya angustifolia
Atalaya angustifolia är en kinesträdsväxtart som beskrevs av Sally T. Reynolds. Atalaya angustifolia ingår i släktet Atalaya och familjen kinesträdsväxter. Inga underarter finns listade i Catalogue of Life.